# Ciocalypta penicillus
Ciocalypta penicillus är en svampdjursart som beskrevs av James Scott Bowerbank 1862. Ciocalypta penicillus ingår i släktet Ciocalypta och familjen Halichondriidae. Inga underarter finns listade i Catalogue of Life.